# Azerbaiyán en los Juegos Paralímpicos
Azerbaiyán en los Juegos Paralímpicos está representado por el Comité Paralímpico Nacional de la República de Azerbaiyán, miembro del Comité Paralímpico Internacional.
Ha participado en ocho ediciones de los Juegos Paralímpicos de Verano, su primera presencia tuvo lugar en Atlanta 1996. El país ha obtenido un total de 68 medallas en las ediciones de verano: 27 de oro, 21 de plata y 20 de bronce.
En los Juegos Paralímpicos de Invierno ha participado en una ocasión, Pekín 2022, sin conseguir ninguna medalla.

## Medallero

### Por edición
| Evento              | Oro | Plata | Bronce | Total |
| ------------------- | --- | ----- | ------ | ----- |
| Atlanta 1996        | 0   | 0     | 0      | 0     |
| Sídney 2000         | 0   | 1     | 0      | 1     |
| Atenas 2004         | 2   | 1     | 1      | 4     |
| Pekín 2008          | 2   | 3     | 5      | 10    |
| Londres 2012        | 4   | 5     | 3      | 12    |
| Río de Janeiro 2016 | 1   | 8     | 2      | 11    |
| Tokio 2020          | 14  | 1     | 4      | 19    |
| París 2024          | 4   | 2     | 5      | 11    |
| TOTAL               | 27  | 21    | 20     | 68    |

| Evento     | Oro | Plata | Bronce | Total |
| ---------- | --- | ----- | ------ | ----- |
| Pekín 2022 | 0   | 0     | 0      | 0     |
| TOTAL      | 0   | 0     | 0      | 0     |

### Por deporte
Deportes de verano
| Evento                    | Oro | Plata | Bronce | Total |
| ------------------------- | --- | ----- | ------ | ----- |
| Atletismo                 | 10  | 9     | 8      | 27    |
| Judo                      | 11  | 3     | 6      | 20    |
| Levantamiento de potencia | 0   | 0     | 1      | 1     |
| Natación                  | 5   | 8     | 3      | 16    |
| Taekwondo                 | 1   | 0     | 1      | 2     |
| Tiro                      | 0   | 1     | 1      | 2     |
| TOTAL                     | 27  | 21    | 20     | 68    |